# シアン化水銀(II)
シアン化水銀(II)（シアンかすいぎん に、Mercury(II) cyanide）は、化学式が Hg(CN)2 と表される水銀のシアン化物で、猛毒の白い粉末である。
実験室レベルでのジシアンの合成法の1つは、シアン化水銀(II)の熱分解である。
{\displaystyle {\ce {2 Hg(CN)2 -> {(CN)2}+ 2 HgCN}}}
シアン化水銀(II)は、配糖体の合成における Koenigs–Knorr reaction (en:Koenigs–Knorr reaction) の助触媒としても利用される。
シアン化水銀(II)が初の殺人の毒薬に使われたのは、1898年のことである。犯人のローランド・B・モリニュークスは、手紙を使って2人の被害者にシアン化水銀(II)入りの薬を送った。最初の被害者のヘンリー・バーネットは、この毒入りの薬を飲んだ12日後に水銀中毒で死亡した。2番目の被害者のキャサリン・アダムズは、薬を飲んで30分以内にシアン化物中毒で死亡した。これらの結果の違いは、各被害者の胃の酸性度によるとされる。

## シアン化水銀(I)
シアン化水銀には、+2価の化学式Hg(CN)2と表されるシアン化水銀(II)だけではなく、+1価の化学式Hg2(CN)2と表されるシアン化水銀(I)も存在する。シアン化水銀(I)は、水銀(I)イオンの水溶液にシアン化カリウム水溶液などを滴下したときに生じるが、この物質は不安定であり、ただちに分解してシアン化水銀(II)と水銀になる。
{\displaystyle {\ce {Hg2(CN)2 -> {Hg(CN)2}+ Hg}}}